# Giovan Battista Carpi
Giovan Battista Carpi (* 16. November 1927 in Genua; † 8. März 1999 ebenda) war einer der bedeutendsten italienischen Comiczeichner und -autoren. Als einer der ersten Zeichner zeichnete er sowohl die Ducks als auch Geschichten aus dem Maus-Universum in gleicher Qualität. Carpi gilt als einer der wichtigsten Zeichner von Disney-Parodien, außerdem war er maßgeblich an der Erfindung des Charakters Phantomias beteiligt.

## Leben und Wirken
Bereits 1945 fertigte er seine ersten Zeichnungen an, nachdem er beim Maler Giacomo Picollo eine Ausbildung zum bildenden Künstler erhalten hatte. 1953 wurde er von Disney eingestellt, wo er zu Beginn mit Giulio Chierchini zusammenarbeitete. Dort begann er seine Parodien, unter anderem auf Victor Hugos Die Elenden. In den 1960er Jahren begann er sich dann dem Maus-Universum zuzuwenden. 1969 zeichnete er die erste Geschichte mit Phantomias, allerdings benutzte er diesen Charakter danach nur noch sehr selten.
Ab den 1970er Jahren wurde es ruhig um ihn, lediglich in den 1980er Jahren konnte er noch einmal einige erfolgreiche Geschichten auf den Markt bringen.

## Comics (Auswahl)
- Donald, Prinz von Duckenmark – Parodie auf „Hamlet“ von William Shakespeare (1960, mit Gian Giacomo Dalmasso, LTB 58)
- Duck Dorado – Der Goldkönig – Parodie auf „Der König vom goldenen Wildbach“ von John Ruskin (1961, mit Guido Martina, LTB 81)
- Die Reise um die Welt in 8 Tagen – Parodie auf „In 80 Tagen um die Welt“ von Jules Verne (1961, mit Carlo Chendi, LTB 16)
- Donald als venezianischer Bäckerlehrling – Parodie auf das Theaterstück „Il fornaretto di Venezia“ von Francesco Dall'Ongaro (1964, mit Osvaldo Pavese, LTB 18)
- Pippo e il maniero del prozio Veniero – Parodie auf den Film „Leiche auf Urlaub“ von Pat Jackson (1964, mit Abramo Barosso und Giampaolo Barosso)
- Donald in geheimer Mission – Parodie auf „James Bond: Goldfinger“ von Ian Fleming (1964, mit Carlo Chendi, LTB 77)
- Micky als Kurier des Zaren – Parodie auf „Michael Strogoff“ aka „Der Kurier des Zaren“ von Jules Verne (1966, mit Gian Giacomo Dalmasso, LTB 17)
- Aus dem Leben Traugott Taugerichs – Parodie auf „Le roman d'un jeune homme pauvre“ von Octave Feuillet (1967, mit Guido Martina, LTB 22)
- Die Befreiung Entenhausens – Parodie auf Torquato Tassos Versepos „Das befreite Jerusalem“ (1967, mit Guido Martina, LTB 18)
- Die Perle von Labuan – Parodie auf „Sandokan“ von Emilio Salgari (1976, auch als Co-Autor von Michele Gazzarri, LTB 88)
- Paperino e l'intrepido Paper-Tarzan – Parodie auf Tarzan von Edgar Rice Burroughs (1978, mit Guido Martina, bis 1980 folgten sechs lose Fortsetzungen)
- Drei Neffen auf Abwegen – Parodie auf ?? (1978, mit Guido Martina, LTB 113)
- Tulpen aus dem All – Parodie auf den Film „Krieg der Sterne“ von George Lucas (1978, mit Guido Martina, LTB 126)
- Der Zwillingsplanet – Parodie auf die japanische Anime-TV-Serie Grendizer (1979, mit Guido Martina, LTB 139)
- Carmen olé – Parodie auf die Oper „Carmen“ von Georges Bizet (1979, mit Guido Martina, LTB 88)
- Die schöne Francesca – Parodie auf Dantes „Inferno“, 5. Gesang (1980, mit Guido Martina, LTB 88)
- Ritter Donald von Bergerac – Parodie auf das Versdrama „Cyrano de Bergerac“ von Edmond Rostand (1981, mit Guido Martina, DD 206)
- Paperino e la piccola Butterfly – Parodie auf die Oper „Madame Butterfly“ von Giacomo Puccini (1981, mit Guido Martina)
- Die Ducks... vom Winde verweht – Parodie auf „Vom Winde verweht“ von Margaret Mitchell (1982, mit Guido Martina, LTB 117)
- Aus dem Leben des bedeutenden Seefahrers Christoph Kolumbus alias Micky Maus – Parodie auf Christoph Kolumbus (1983, mit Guido Martina, LTB 123)
- Minnesängers Freud und Leid – Parodie auf ?? (1985, auch als Autor, LTB 144)
- Krieg und Frieden – Parodie auf „Krieg und Frieden“ von Leo Tolstoi (1986, auch als Autor, LTB 122)
- Der Tiger von Masalia – Parodie auf „Sandokan: Die zwei Tiger“ von Emilio Salgari (1988, auch als Autor, LTB 141)
- Das Geheimnis der Silberleuchter – Parodie auf „Die Elenden“ von Victor Hugo (1989, auch als Autor, LTB 143)